# Liste der Baudenkmäler in Hemau
Auf dieser Seite sind die Baudenkmäler in der Oberpfälzer Stadt Hemau zusammengestellt. Diese Tabelle ist eine Teilliste der Liste der Baudenkmäler in Bayern. Grundlage ist die Bayerische Denkmalliste, die auf Basis des Bayerischen Denkmalschutzgesetzes vom 1. Oktober 1973 erstmals erstellt wurde und seither durch das Bayerische Landesamt für Denkmalpflege geführt wird. Die folgenden Angaben ersetzen nicht die rechtsverbindliche Auskunft der Denkmalschutzbehörde.

## Baudenkmäler nach Ortsteilen

### Hemau
| Lage                                        | Objekt                                                           | Beschreibung | Akten-Nr.               | Bild                                                             |
| ------------------------------------------- | ---------------------------------------------------------------- | --- | ----------------------- | ---------------------------------------------------------------- |
| Dietfurter Straße 13 (Standort)             | Katholische Bergkapelle zum Gegeißelten Heiland                  | Saalbau mit eingezogener Apsis und Fassadenturm mit Spitzhelm, 1700/1722; mit Ausstattung. | D-3-75-148-3 Wikidata   | Katholische Bergkapelle zum Gegeißelten Heiland                  |
| Dietfurter Straße 16 a (Standort)           | Ehemaliger Stadel, sogenannter Weismannstadel                    | giebelständiger Flachsatteldachbau aus Bruchsteinmauerwerk, Jurahausbauweise, bezeichnet mit „1824“. Für die Sanierung wurden Andrea und Thomas Semmler 2015 mit dem Denkmalpreis des Bezirks Oberpfalz ausgezeichnet. | D-3-75-148-102 Wikidata | Ehemaliger Stadel, sogenannter Weismannstadel                    |
| Dietfurter Straße 16 b (Standort)           | Ehemalige Remise mit Bierlagerkeller, sogenannter Blauhornstadel | giebelständiger und später gesteilter Satteldachbau aus Bruchsteinmauerwerk, Jurahausbauweise, bezeichnet mit „1811“ | D-3-75-148-103 Wikidata | Ehemalige Remise mit Bierlagerkeller, sogenannter Blauhornstadel |
| Kelheimer Straße 15 (Standort)              | Kriegergedächtniskapelle                                         | sogenannte Pfleger-Kapelle, Saalbau mit eingezogener Apsis, 1776. | D-3-75-148-4 Wikidata   | weitere Bilder                                                   |
| Kirchengasse 12; Kirchengasse 10 (Standort) | Neues Schloss                                                    | heute Vermessungsamt, dreigeschossiger Walmdachbau, um 1600, mit barockem Werksteinportal; Hofmauer, barock; Grenzsteine, disloziert und in den Garten versetzt, barock; im Garten Stadtgraben mit Futter- und Stadtmauer. | D-3-75-148-6 Wikidata   | weitere Bilder                                                   |
| Kirchengasse 12; Propsteigaßl 2 (Standort)  | Restabschnitte der Stadtmauer                                    | Bruchsteinmauerwerk, spätmittelalterlich, nach 1350. | D-3-75-148-1 Wikidata   | Restabschnitte der Stadtmauer                                    |
| Kirchplatz 2 (Standort)                     | Katholische Pfarrkirche St. Johannes der Täufer                  | Saalbau mit eingezogenem Chor, Seitenkapellen, Fassadenturm mit Zwiebelhaube und Pilastergliederung, 1719–21, Chor, bezeichnet 1477, Umbau 1705, Turm 1729 wohl von Michael und Josef Wolf; mit Ausstattung; Lourdesgrotte, in Zentralbau mit Glockendach, 1913; Kirchhofmauer mit Torpfeilern und Aufsätzen, barock, mit gotischen Konsolsteinen in Wiederverwendung. | D-3-75-148-7 Wikidata   | weitere Bilder                                                   |
| Mathias-Mühlbauer-Platz 1 (Standort)        | Alter Pfarrhof                                                   | zweigeschossiger Walmdachbau, 1731. | D-3-75-148-9 Wikidata   | Alter Pfarrhof                                                   |
| Nürnberger Straße ()                        |                                                                  | Grabmal aus Gusseisen, neugotisch, Mitte 19. Jahrhundert. | D-3-75-148-12 Wikidata  |                                                                  |
| Nürnberger Straße 14 (Standort)             | Wohnhaus                                                         | zweigeschossiger und traufständiger Satteldachbau mit Kalkplattendeckung, um 1900. | D-3-75-148-10 Wikidata  | Wohnhaus                                                         |
| Nürnberger Straße 17 (Standort)             | Postgebäude mit Wohntrakt                                        | zweigeschossiger Walmdachbau mit Eckpavillons, expressionistisch, um 1920. | D-3-75-148-11 Wikidata  | Postgebäude mit Wohntrakt                                        |
| Oberer Stadtplatz 1 (Standort)              | Gasthof Post                                                     | zweigeschossiger Halbwalmdachbau mit Seitenflügel und Segmentbogenfenstern, Mitte 19. Jahrhundert. | D-3-75-148-13 Wikidata  | Gasthof Post                                                     |
| Propsteigaßl 2 (Standort)                   | Ehemaliges Prüfeninger Propsteigebäude                           | heute Rathaus, dreigeschossiger Walmdachbau mit Pilastergliederung und Säulenportal, 1746–51; Umfassungsmauer, wohl Mitte 18. Jahrhundert, unter Einbeziehung von Teilen der Stadtmauer. | D-3-75-148-14 Wikidata  | weitere Bilder                                                   |
| Propsteigaßl 4 (Standort)                   | Ehemaliger Zehentstadel                                          | zweigeschossiger und giebelständiger Satteldachbau mit Ladeöffnungen, Putzgliederungen und Wappen des Klosters Prüfening, 1615–17. | D-3-75-148-15 Wikidata  | Ehemaliger Zehentstadel                                          |
| Regensburger Straße 19 (Standort)           | Katholische Neben- und Friedhofskirche St. Salvator              | Saalbau mit eingezogenem Chor und Dachreiter mit Spitzhelm, 1605/07; mit Ausstattung. | D-3-75-148-16 Wikidata  | Katholische Neben- und Friedhofskirche St. Salvator              |
| Riedenburger Straße 3 (Standort)            | Wohnhaus                                                         | zweigeschossiger Satteldachbau in Jurahaus-Bauweise, spätmittelalterlicher Ständerbau, 1511 (dendrochronologisch datiert), später teilweise durch Mauerwerk ersetzt | D-3-75-148-116          | BW                                                               |
| Ringweg ()                                  | Stadel                                                           | giebelständiger Satteldachbau, um 1800. | D-3-75-148-34 Wikidata  |                                                                  |
| Ringweg ()                                  | Kriegerdenkmal für 1870/71                                       | Obelisk auf Inschriftsockel, Marmor und Granit, um 1880 von Lochner. | D-3-75-148-107 Wikidata | Kriegerdenkmal für 1870/71                                       |
| Ringweg 1 (Standort)                        | Marienfigur auf Sockel                                           | mit Einfriedung, Gusseisen, Mitte 19. Jahrhundert. | D-3-75-148-17 Wikidata  | Marienfigur auf Sockel                                           |
| Ringweg 2 ()                                | Kleinhaus                                                        | Ehemaliges Wohnstallhaus, eingeschossiger und traufständiger Satteldachbau mit Kniestock, Zwerchgiebel und Kalkplattendeckung, Anfang 19. Jahrhundert | D-3-75-148-18 Wikidata  |                                                                  |
| Ringweg 6 (Standort)                        | Kleinhaus                                                        | zweigeschossiger Flachsatteldachbau mit stichbogigen Fenstern und geschnitzter Haustür, Ende 19. Jahrhundert. | D-3-75-148-19 Wikidata  | BW                                                               |
| Ringweg 17 (Standort)                       | Kapelle St. Maria                                                | sogenannte Gangerlkapelle, abgewalmter Satteldachbau mit Stichbogenöffnungen und Giebelkreuz, neugotisch, Mitte 19. Jahrhundert, im Kern wohl älter; mit Ausstattung. | D-3-75-148-20 Wikidata  | Kapelle St. Maria                                                |
| Ringweg 21 (Standort)                       | Wohnhaus, sogenanntes Schall-Haus                                | zweigeschossiger und traufständiger Satteldachbau mit Segmentbogenöffnungen und Kalkplattendeckung, 1863 | D-3-75-148-105          | BW                                                               |
| Schmiedgasse 2 (Standort)                   |                                                                  | Ehemalige Brauereiwirtschaft, zweigeschossiger und giebelständiger Flachsatteldachbau, 18./19. Jahrhundert. | D-3-75-148-22 Wikidata  |                                                                  |
| Schmiedgasse 8 (Standort)                   | Wohnhaus                                                         | zweigeschossiger und giebelständiger Flachsatteldachbau mit Kalkplattendeckung, 1. Hälfte 19. Jahrhundert. | D-3-75-148-23 Wikidata  | Wohnhaus                                                         |
| Schmiedgasse 10 (Standort)                  | Ehemaliges Gefängnis                                             | zweigeschossiger Walmdachbau mit geknickter Fassade auf abgewinkeltem Grundriss, Anfang 19. Jahrhundert. | D-3-75-148-24 Wikidata  | Ehemaliges Gefängnis                                             |
| Stadtplatz 2 (Standort)                     | Wohn- und Geschäftshaus                                          | dreigeschossiger Walmdachbau mit Eckerker, Putzgliederungen, teilweise Fachwerk, Neurenaissance, Ende 19. Jahrhundert. | D-3-75-148-25 Wikidata  | Wohn- und Geschäftshaus                                          |
| Stadtplatz 4 (Standort)                     | Altes Rathaus                                                    | Dreigeschossiger Walmdachbau mit Kalkplattendeckung, profilierten Fenstern, Spitzbogenportalen und Glockenturm mit Spitzhelm, spätgotisch, bezeichnet 1471, nach Brand 1779 wiederhergestellt. | D-3-75-148-26 Wikidata  | weitere Bilder                                                   |
| Stadtplatz 7 (Standort)                     | Gasthaus Schlossbräu                                             | dreigeschossiger und giebelständiger Satteldachbau mit Standerker und Vorschussmauer, 18. Jahrhundert. | D-3-75-148-27 Wikidata  | Gasthaus Schlossbräu                                             |
| Stadtplatz 14 (Standort)                    | Wohn- und Geschäftshaus                                          | dreigeschossiger Walmdachbau mit Pilastergliederung, Ende 19. Jahrhundert. | D-3-75-148-29 Wikidata  | Wohn- und Geschäftshaus                                          |
| Unterer Stadtplatz 3 (Standort)             | Wohnhaus                                                         | dreigeschossiger Walmdachbau, 18. Jahrhundert. | D-3-75-148-32 Wikidata  | Wohnhaus                                                         |
| Unterer Stadtplatz 4 (Standort)             | Gasthaus                                                         | dreigeschossiger Walmdachbau mit Zwerchgiebel und Putzgliederungen, bezeichnet 1830, 1929 aufgestockt. | D-3-75-148-33 Wikidata  | Gasthaus                                                         |
| Unterer Stadtplatz 10 (Standort)            | Ehemaliges Feuerwehrhaus                                         | eingeschossiger und traufständiger Satteldachbau in Ecklage mit Treppengiebel und segmentbogigen Einfahrten, neugotisch, 1903. | D-3-75-148-35 Wikidata  | Ehemaliges Feuerwehrhaus                                         |

### Aichkirchen
| Lage                       | Objekt                                    | Beschreibung | Akten-Nr.              | Bild           |
| -------------------------- | ----------------------------------------- | --- | ---------------------- | -------------- |
| Am Kirchplatz 1 (Standort) | Katholische Pfarrkirche Mariä Himmelfahrt | Saalbau mit eingezogenem Chor, Walmdach und Flankenturm mit Kegeldach, neuromanisch, 1878/79, Turm 15. Jahrhundert; mit Ausstattung. | D-3-75-148-36 Wikidata | weitere Bilder |

### Albertshofen
| Lage                       | Objekt                              | Beschreibung                                                                                          | Akten-Nr.              | Bild           |
| -------------------------- | ----------------------------------- | --- | ---------------------- | -------------- |
| In Albertshofen (Standort) | Katholische Filialkirche St. Lorenz | Saalbau mit eingezogenem Chor, Chorturm mit Zwiebelhaube und Putzgliederungen, 1763; mit Ausstattung. | D-3-75-148-37 Wikidata | weitere Bilder |

### Altenlohe
| Lage                    | Objekt             | Beschreibung                                                                              | Akten-Nr.              | Bild               |
| ----------------------- | ------------------ | ----------------------------------------------------------------------------------------- | ---------------------- | ------------------ |
| In Altenlohe (Standort) | Kapelle St. Joseph | Saalbau mit abgewalmtem Satteldach, und Fassadenturm mit Zeltdach, 1702; mit Ausstattung. | D-3-75-148-38 Wikidata | Kapelle St. Joseph |

### Altmannshof
| Lage                     | Objekt        | Beschreibung | Akten-Nr.               | Bild          |
| ------------------------ | ------------- | --- | ----------------------- | ------------- |
| Altmannshof 2 (Standort) | Wohnstallhaus | eingeschossiger und giebelständiger Massivbau mit Kalkplattendach und Kniestock, bezeichnet 1834, im Kern wohl älter.                      | D-3-75-148-39 Wikidata  | Wohnstallhaus |
| Altmannshof 3 (Standort) | Wohnstallhaus | eingeschossiger und giebelständiger Massivbau mit Kalkplattendach und Kniestock, 1. Drittel 19. Jahrhundert; Nische mit Figur St. Florian. | D-3-75-148-110 Wikidata | Wohnstallhaus |

### Angern
| Lage                | Objekt   | Beschreibung | Akten-Nr.               | Bild     |
| ------------------- | -------- | --- | ----------------------- | -------- |
| Angern 6 (Standort) | Stadel   | verschalter, dreizoniger Ständerbau mit flach geneigtem Kalkplattendach, Außenwände des Erdgeschosses teilweise als Bruchsteinmauerwerk, vor 1825. | D-3-75-148-111 Wikidata | Stadel   |
| Angern 6 (Standort) | Wegkreuz | Viernageltypus mit Maria, Gusseisen auf Steinsockel, Mitte 19. Jahrhundert                                                                         | D-3-75-148-40 Wikidata  | Wegkreuz |

### Berletzhof
| Lage                    | Objekt            | Beschreibung                                                                        | Akten-Nr.              | Bild |
| ----------------------- | ----------------- | ----------------------------------------------------------------------------------- | ---------------------- | ---- |
| Im Grund (Standort)     | Bildstock         | gefaster Pfeiler mit rundbogigem Aufsatz und Kreuz, wohl 18./19. Jahrhundert        | D-3-75-148-43 Wikidata | BW   |
| Kapellenfeld (Standort) | Kapelle Herz Jesu | Saalbau mit eingezogener Apsis und Dachreiter mit Spitzhelm, 1849; mit Ausstattung. | D-3-75-148-41 Wikidata | BW   |

### Eckertshof
| Lage                    | Objekt                           | Beschreibung                                                                                | Akten-Nr.              | Bild           |
| ----------------------- | -------------------------------- | ------------------------------------------------------------------------------------------- | ---------------------- | -------------- |
| Bügel (Standort)        | Mariensäule                      | Maria mit Kind auf Inschriftstele, Kalkstein, in gusseiserner Einfriedung, bezeichnet 1885. | D-3-75-148-45 Wikidata | BW             |
| Eckertshof 9 (Standort) | Katholische Nebenkirche St. Anna | Chorturmkirche mit Zeltdach, spätromanisch, spätes 13. Jahrhundert; mit Ausstattung.        | D-3-75-148-44 Wikidata | weitere Bilder |

### Eichlberg
| Lage                   | Objekt                                                         | Beschreibung | Akten-Nr.              | Bild           |
| ---------------------- | -------------------------------------------------------------- | --- | ---------------------- | -------------- |
| Eichlberg 1 (Standort) | Pfarrhaus                                                      | zweigeschossiger Mansardwalmdachbau, Mitte 18. Jahrhundert Stadel, verbretterte Ständerkonstruktion über Bruchsteinsockel, Satteldach mit Kalkplattendeckung, 1872 (dendro.dat.) | D-3-75-148-49 Wikidata | weitere Bilder |
| Eichlberg 7 (Standort) | Katholische Pfarr- und Wallfahrtskirche zur Hl. Dreifaltigkeit | Wandpfeilerbau mit eingezogenem Chor, Fassadenturm mit Zwiebelhaube, Pilastergliederungen und Hausteinportal, 1711 von Johann Baptist Camesina an Wallfahrtskapelle von 1697 angebaut; mit Ausstattung; Kriegerdenkmal für 1914/18, Dreifaltigkeitssäule auf gebauchter Mensa mit Inschrift, um 1920. | D-3-75-148-48 Wikidata | weitere Bilder |

### Eiersdorf
| Lage                   | Objekt            | Beschreibung                                           | Akten-Nr.              | Bild |
| ---------------------- | ----------------- | ------------------------------------------------------ | ---------------------- | ---- |
| Eiersdorf 1 (Standort) | Kapelle Herz Jesu | abgewalmter Satteldachbau mit Glockendachreiter, 1858. | D-3-75-148-50 Wikidata | BW   |

### Einöd
| Lage               | Objekt                | Beschreibung                                                        | Akten-Nr.              | Bild                  |
| ------------------ | --------------------- | ------------------------------------------------------------------- | ---------------------- | --------------------- |
| Einöd 9 (Standort) | Ehemaliges Bauernhaus | zweigeschossiger und traufständiger Satteldachbau, bezeichnet 1840. | D-3-75-148-52 Wikidata | Ehemaliges Bauernhaus |

### Flinksberg
| Lage              | Objekt                         | Beschreibung                                                     | Akten-Nr.              | Bild |
| ----------------- | ------------------------------ | ---------------------------------------------------------------- | ---------------------- | ---- |
| Birken (Standort) | Wegkapelle Gegeißelter Heiland | giebelständiger Satteldachbau, 18. Jahrhundert; mit Ausstattung. | D-3-75-148-53 Wikidata | BW   |

### Grünstaude
| Lage                    | Objekt      | Beschreibung                                               | Akten-Nr.              | Bild |
| ----------------------- | ----------- | ---------------------------------------------------------- | ---------------------- | ---- |
| Grünstaude 2 (Standort) | Gedenkstein | Inschriftstele mit Bildnische, Sandstein, bezeichnet 1896. | D-3-75-148-55 Wikidata | BW   |

### Haag
| Lage                     | Objekt                                | Beschreibung | Akten-Nr.              | Bild                                  |
| ------------------------ | ------------------------------------- | --- | ---------------------- | ------------------------------------- |
| Jurastraße 11 (Standort) | Katholische Filialkirche St. Nikolaus | Saalbau mit eingezogenem Chor, Dachreiter und Zwiebelhaube, 1699, im Kern romanisch; mit Ausstattung; Friedhofsmauer, wohl 17./18. Jahrhundert. | D-3-75-148-56 Wikidata | Katholische Filialkirche St. Nikolaus |

### Hamberg
| Lage                            | Objekt                                 | Beschreibung | Akten-Nr.              | Bild |
| ------------------------------- | -------------------------------------- | --- | ---------------------- | ---- |
| Hamberg 1 (Standort)            | Bauernhaus                             | zweigeschossiges und traufständiges Jurahaus mit Flachsatteldach und Kalkplattendeckung, 19. Jahrhundert.         | D-3-75-148-59 Wikidata | BW   |
| In der Kirchenbreite (Standort) | Wiesenkapelle zum Gegeißelten Christus | abgewalmter Satteldachbau mit Fassadenturm, Zwiebelhaube, Putzgliederungen und Vorzeichen, 1745; mit Ausstattung. | D-3-75-148-58 Wikidata | BW   |

### Hennhüll
| Lage                   | Objekt                                | Beschreibung | Akten-Nr.              | Bild |
| ---------------------- | ------------------------------------- | --- | ---------------------- | ---- |
| In Hennhüll (Standort) | Katholische Nebenkirche St. Sebastian | giebelständiger und abgewalmter Satteldachbau mit Dachreiter und Zwiebelhaube, bezeichnet 1828; mit Ausstattung. | D-3-75-148-60 Wikidata | BW   |

### Höfen
| Lage               | Objekt                        | Beschreibung                                                                                         | Akten-Nr.              | Bild |
| ------------------ | ----------------------------- | --- | ---------------------- | ---- |
| Höfen 2 (Standort) | Hofkapelle Hl. Dreifaltigkeit | Hofkapelle Hl. Dreifaltigkeit, abgewalmter Satteldachbau mit Blechdeckung, um 1840; mit Ausstattung. | D-3-75-148-61 Wikidata | BW   |

### Höhhof
| Lage                | Objekt               | Beschreibung                                          | Akten-Nr.              | Bild |
| ------------------- | -------------------- | ----------------------------------------------------- | ---------------------- | ---- |
| Höhhof 1 (Standort) | Hofkapelle St. Maria | Satteldachbau mit Korbbogenfenstern, 19. Jahrhundert. | D-3-75-148-68 Wikidata | BW   |

### Hohenschambach
| Lage                              | Objekt                                    | Beschreibung | Akten-Nr.              | Bild                |
| --------------------------------- | ----------------------------------------- | --- | ---------------------- | ------------------- |
| Großetzenberger Straße (Standort) | Steinkreuz                                | lateinische Form mit verbreitertem Fuß und Inschrift, 16./17. Jahrhundert.                                                                                         | D-3-75-148-66 Wikidata | BW                  |
| Hochstraße 13 (Standort)          | Ehemaliger Pfarrhof                       | Pfarrhaus, zweigeschossiger Walmdachbau mit Eckpilastern; Pfarrstadel, giebelständiger Satteldachbau mit profiliertem Ortgang; 17./18. Jahrhundert.                | D-3-75-148-64 Wikidata | Ehemaliger Pfarrhof |
| Hochstraße 15 (Standort)          | Gasthof zur Post                          | zweigeschossiger Walmdachbau mit Eckpilastern, 17./18. Jahrhundert.                                                                                                | D-3-75-148-63 Wikidata | Gasthof zur Post    |
| Hochstraße 20 (Standort)          | Katholische Pfarrkirche Mariä Heimsuchung | Saalbau mit eingezogenem Chor und Flankenturm mit Glockendach und Putzgliederungen, 1759–64; mit Ausstattung; Priestergrabsteine, neugotisch, 19./20. Jahrhundert. | D-3-75-148-62 Wikidata | weitere Bilder      |
| Hochstraße 21 (Standort)          | Hausfigur hl. Florian                     | Figur, Holz, um 1800. | D-3-75-148-65 Wikidata | BW                  |

### Klingen
| Lage                               | Objekt                                                | Beschreibung                                                                                          | Akten-Nr.              | Bild |
| ---------------------------------- | ----------------------------------------------------- | --- | ---------------------- | ---- |
| In Klingen (Standort)              | Historische Ausstattung der neuen Kapelle hl. Florian | Historische Ausstattung der neuen Kapelle hl. Florian.                                                | D-3-75-148-69 Wikidata | BW   |
| Sankt-Florian-Straße 11 (Standort) | Zugehöriger Stadel                                    | zweigeschossiger Flachsatteldachbau mit Fachwerkobergeschoss und Kalkplattendeckung, 19. Jahrhundert. | D-3-75-148-67 Wikidata | BW   |

### Kochenthal
| Lage                    | Objekt     | Beschreibung                                                                                                 | Akten-Nr.              | Bild |
| ----------------------- | ---------- | --- | ---------------------- | ---- |
| Kochenthal 6 (Standort) | Bauernhaus | zweigeschossiger und giebelständiger Satteldachbau, Anfang 19. Jahrhundert.                                  | D-3-75-148-70 Wikidata | BW   |
| Kochenthal 7 (Standort) | Bauernhaus | zweigeschossiger und giebelständiger Satteldachbau mit firstparallelem Wohn- und Stallteil, 18. Jahrhundert. | D-3-75-148-71 Wikidata | BW   |

### Kollersried
| Lage                      | Objekt                                     | Beschreibung | Akten-Nr.              | Bild                                       |
| ------------------------- | ------------------------------------------ | --- | ---------------------- | ------------------------------------------ |
| Kollersried 3 (Standort)  | Ehemaliges Schloss                         | zweigeschossiger und giebelständiger Halbwalmdachbau mit Portal, 17. Jahrhundert.                                                                             | D-3-75-148-73 Wikidata | weitere Bilder                             |
| Kollersried 36 (Standort) | Katholische Filialkirche St. Jakobus d. Ä. | Saalbau mit Fassadenturm und Glockendach, im Kern romanisch, um 1200, Umbauten und Umorientierung 1626 und 1656/57, Turm um 1900; wohl ehemalige Burgkapelle. | D-3-75-148-72 Wikidata | Katholische Filialkirche St. Jakobus d. Ä. |

### Kumpfhof
| Lage                  | Objekt                        | Beschreibung                                                                              | Akten-Nr.              | Bild |
| --------------------- | ----------------------------- | ----------------------------------------------------------------------------------------- | ---------------------- | ---- |
| Kumpfhof 5 (Standort) | Bauernhaus                    | zweigeschossiges und traufständiges Jurahaus mit Satteldach und Kalkplattendeckung, 1848. | D-3-75-148-75 Wikidata | BW   |
| Vogelberg (Standort)  | Hofkapelle Hl. Dreifaltigkeit | Saalbau mit eingezogener Apsis und Fassadenturm mit Spitzhelm, neugotisch, 1849.          | D-3-75-148-74 Wikidata | BW   |

### Langenkreith
| Lage                             | Objekt                | Beschreibung | Akten-Nr.              | Bild |
| -------------------------------- | --------------------- | --- | ---------------------- | ---- |
| Tangrintelstraße 12 a (Standort) | Hofkapelle            | traufständiger und abgewalmter Satteldachbau mit Dachreiter und Putzgliederungen, neugotisch, 2. Hälfte 19. Jahrhundert; mit Ausstattung. | D-3-75-148-76 Wikidata | BW   |
| Tangrintelstraße 16 (Standort)   | Bauernhaus            | zweigeschossiger und traufständiger Satteldachbau mit Kniestock und Kalkplattendeckung, Ende 19. Jahrhundert.                             | D-3-75-148-77 Wikidata | BW   |
| Tangrintelstraße 44 (Standort)   | Ehemaliges Bauernhaus | eingeschossiger und traufständiger Flachsatteldachbau mit Kniestock, 18./19. Jahrhundert.                                                 | D-3-75-148-78 Wikidata | BW   |

### Laufenthal
| Lage                               | Objekt                                                            | Beschreibung                                                                                               | Akten-Nr.              | Bild           |
| ---------------------------------- | ----------------------------------------------------------------- | --- | ---------------------- | -------------- |
| Sankt-Ottilien-Straße 4 (Standort) | Katholische Filialkirche und ehemalige Schlosskapelle St. Ottilia | Saalbau mit Ostturm und Zwiebelhaube, 17. Jahrhundert, romanischer Turm nach Einsturz 1946 erneuert.       | D-3-75-148-79 Wikidata | weitere Bilder |
| Schloßberg 2 (Standort)            | Schloss                                                           | dreigeschossiger Walmdachbau mit viergeschossigem Turm mit Zeltdach und Anbau mit Altane, 18. Jahrhundert. | D-3-75-148-80 Wikidata | weitere Bilder |

### Lautersee
| Lage                   | Objekt            | Beschreibung                                                               | Akten-Nr.              | Bild |
| ---------------------- | ----------------- | -------------------------------------------------------------------------- | ---------------------- | ---- |
| Lautersee 2 (Standort) | Kapelle St. Maria | giebelständiger und abgewalmter Satteldachbau mit Glockendachreiter, 1934. | D-3-75-148-81 Wikidata | BW   |

### Neukirchen
| Lage                             | Objekt                            | Beschreibung | Akten-Nr.              | Bild           |
| -------------------------------- | --------------------------------- | --- | ---------------------- | -------------- |
| Obere Hauptstraße 1 (Standort)   | Ehemaliges Bauernhaus             | eingeschossiges und giebelständiges Jurahaus mit Satteldach, Kniestock, Kalkplattendeckung und geschnitzter Haustür, Anfang 19. Jahrhundert. | D-3-75-148-82 Wikidata | BW             |
| Obere Hauptstraße 2 (Standort)   | Katholische Pfarrkirche St. Georg | Saalbau mit eingezogenem Chor und Flankenturm mit Spitzhelm und Schindeldeckung, Neurenaissance, 1890, Turm frühgotisch; Kriegergedächtniskreuz für 1870/71 (mit Tafeln für 1914/18 und 1939/45), Dreinageltypus, Gusseisen, um 1875; Friedhofsmauer, vor 1800. | D-3-75-148-83 Wikidata | weitere Bilder |
| Sankt-Georg-Straße 3 (Standort)  | Kleinhaus                         | eingeschossiger und giebelständiger Flachsatteldachbau mit Blockbau-Kniestock und Kalkplattendeckung, 18./19. Jahrhundert. | D-3-75-148-84 Wikidata | BW             |
| Untere Hauptstraße 13 (Standort) | Bauernhaus                        | zweigeschossiges und giebelständiges Jurahaus mit Flachsatteldach und Kalkplattendeckung, 19. Jahrhundert, Hausmadonna, um 1800. | D-3-75-148-85 Wikidata | BW             |

### Oberreiselberg
| Lage                           | Objekt            | Beschreibung                                                                                    | Akten-Nr.              | Bild              |
| ------------------------------ | ----------------- | ----------------------------------------------------------------------------------------------- | ---------------------- | ----------------- |
| Am Berletzhofer Weg (Standort) | Kapelle St. Maria | giebelständiger Satteldachbau mit offenem Vorraum und Glockendachreiter, 1846; mit Ausstattung. | D-3-75-148-87 Wikidata | Kapelle St. Maria |

### Pellndorf
| Lage                    | Objekt                | Beschreibung                                                                                | Akten-Nr.              | Bild |
| ----------------------- | --------------------- | ------------------------------------------------------------------------------------------- | ---------------------- | ---- |
| In Pellndorf (Standort) | Kapelle St. Sebastian | Satteldachbau mit eingezogener Apsis und Fassadenturm mit Spitzhelm, 1859; mit Ausstattung. | D-3-75-148-88 Wikidata | BW   |

### Pittmannsdorf
| Lage                       | Objekt                       | Beschreibung | Akten-Nr.              | Bild           |
| -------------------------- | ---------------------------- | --- | ---------------------- | -------------- |
| Pittmannsdorf 6 (Standort) | Hofkapelle Mariä Heimsuchung | abgewalmter Satteldachbau mit Vorschussgiebel und Dachreiter, 1870.                                                    | D-3-75-148-89 Wikidata | weitere Bilder |
| Pittmannsdorf 15 ()        | Stadel                       | verbretterte Ständerkonstruktion mit Kalkplattendach, um 1800, Erweiterung nach Norden über Kartoffelkeller, nach 1832 | D-3-75-148-112         |                |

### Rieb
| Lage              | Objekt               | Beschreibung | Akten-Nr.               | Bild |
| ----------------- | -------------------- | --- | ----------------------- | ---- |
| Rieb 2 (Standort) | Hofkapelle St. Maria | Satteldachbau mit Holzdachreiter, 1860/80; mit Ausstattung.                                                              | D-3-75-148-91 Wikidata  | BW   |
| Rieb 2 (Standort) | Bauernhaus           | Jurahaus, zweigeschossiger und giebelständiger Satteldachbau mit Kalksteinplattendach, Anfang 19. Jahrhundert.           | D-3-75-148-90 Wikidata  | BW   |
| Rieb 5 (Standort) | Bunker               | Ehemalige militärische Fernmelde-Dienststelle, weitläufige unterirdische Anlage aus eisenarmierten Betonwänden, 1962–65. | D-3-75-148-104 Wikidata | BW   |

### Schacha
| Lage                  | Objekt                | Beschreibung                                               | Akten-Nr.              | Bild                  |
| --------------------- | --------------------- | ---------------------------------------------------------- | ---------------------- | --------------------- |
| In Schacha (Standort) | Wegkapelle St. Joseph | giebelständiger Satteldachbau mit Glockendachreiter, 1860. | D-3-75-148-92 Wikidata | Wegkapelle St. Joseph |

### Stadla
| Lage                | Objekt     | Beschreibung                                                                                  | Akten-Nr.              | Bild |
| ------------------- | ---------- | --------------------------------------------------------------------------------------------- | ---------------------- | ---- |
| Stadla 1 (Standort) | Bauernhaus | zweigeschossiges Jurahaus mit Flachsatteldach, bezeichnet 1851.                               | D-3-75-148-95 Wikidata | BW   |
| Stadla 5 (Standort) | Bauernhaus | zweigeschossiges Jurahaus mit Flachsatteldach und Kalkplattendeckung, Anfang 19. Jahrhundert. | D-3-75-148-96 Wikidata | BW   |

### Thonhausen
| Lage                    | Objekt                | Beschreibung                                                                                  | Akten-Nr.              | Bild |
| ----------------------- | --------------------- | --------------------------------------------------------------------------------------------- | ---------------------- | ---- |
| Thonhausen 4 (Standort) | Ehemaliges Bauernhaus | zweigeschossiger und giebelständiger Satteldachbau, im Kern 18. Jahrhundert, bezeichnet 1812. | D-3-75-148-97 Wikidata | BW   |

### Thonlohe
| Lage                   | Objekt                                 | Beschreibung | Akten-Nr.              | Bild           |
| ---------------------- | -------------------------------------- | --- | ---------------------- | -------------- |
| Thonlohe 22 (Standort) | Katholische Filialkirche St. Sebastian | Chorturmkirche mit Zwiebelhaube und Pilastergliederung, um 1350, Umbau 1730; mit Ausstattung; Friedhofsmauer, wohl 18. Jahrhundert. | D-3-75-148-98 Wikidata | weitere Bilder |

## Ehemalige Baudenkmäler
In diesem Abschnitt sind Objekte aufgeführt, die früher einmal in der Denkmalliste eingetragen waren, jetzt aber nicht mehr. Objekte, die in anderem Zusammenhang also z. B. als Teil eines Baudenkmals weiter eingetragen sind, sollen hier nicht aufgeführt werden. Aktennummern in diesem Abschnitt sind ehemalige, jetzt nicht mehr gültige Aktennummern.

| Lage                     | Objekt             | Beschreibung | Akten-Nr.               | Bild |
| ------------------------ | ------------------ | --- | ----------------------- | ---- |
| Einöd Einöd 5 (Standort) | Bauernhaus         | zweigeschossiges und giebelständiges Jurahaus mit Flachsatteldach und Kalkplattendeckung, Anfang 19. Jahrhundert.                   | D-3-75-148-51 Wikidata  | BW   |
| Höfen Höfen 1 (Standort) | Zugehöriger Stadel | traufständiger Flachsatteldachbau mit Kalkplattendeckung, Ständerkonstruktion mit Mitteltenne und zwei Lagerböden, bezeichnet 1893. | D-3-75-148-101 Wikidata | BW   |

## Abgegangene Baudenkmäler
In diesem Abschnitt sind Objekte aufgeführt, die früher einmal in der Denkmalliste eingetragen waren, jetzt aber nicht mehr existieren, z. B. weil sie abgebrochen wurden. Aktennummern in diesem Abschnitt sind ehemalige, jetzt nicht mehr gültige Aktennummern.

| Lage                               | Objekt                                | Beschreibung | Akten-Nr.              | Bild       |
| ---------------------------------- | ------------------------------------- | --- | ---------------------- | ---------- |
| Hemau Kelheimer Straße 16 ()       | Wohnhaus eines ehemaligen Bauernhofes | Wohnhaus 18./19. Jahrhundert, mit Steilsatteldach und Putzbänderung.                                                                       | D-3-75-148-5 Wikidata  |            |
| Eckertshof Eckertshof 6 (Standort) | Bauernhaus                            | zweigeschossiges und giebelständiges Jurahaus mit Flachsatteldach mit Kalkplattendeckung, Anfang 19. Jahrhundert.                          | D-3-75-148-46 Wikidata | BW         |
| Schacha Schacha 4 (Standort)       | Bauernhaus                            | zweigeschossiger und traufständiger Satteldachbau, 19. Jahrhundert                                                                         | D-3-75-148-93 Wikidata | Bauernhaus |
| Schacha Schacha 12 (Standort)      | Bauernhaus                            | eingeschossiger und giebelständiger Flachsatteldachbau; Stadel, eingeschossiger Satteldachbau mit Kalkplattendeckung; 18./19. Jahrhundert. | D-3-75-148-94 Wikidata | BW         |